# Ante Bubić

Ante Bubić je bio branič Splita u njegovoj drugoj prvoligaškoj sezoni. U sezoni 1960/61 odigrao je 5 utakmica. 